# Oleh Hornykiewicz
Oleh Hornykiewicz (Syców, 17 novembre 1926 – Vienna, 26 maggio 2020) è stato un biochimico austriaco.

## Biografia
Hornykiewicz nacque nel 1926 a Syców, allora nella Polonia (oggi Ucraina). Nel 1951 si laureò all'Università di Vienna. Fu anche presidente dell'Istituto di Farmacia Biochimica. Nel 1969 incominciò a collaborare con l'Università di Toronto in Canada e, nel 1992, fu nominato professore emerito in quella istituzione.

## Riconoscimenti
Nel 1979 Hornykiewicz ricevette il Premio Wolf per la Medicina, con Roger Wolcott Sperry e Arvid Carlsson, "per aver aperto un nuovo approccio nel controllo della malattia di Parkinson da L-Dopa."